# Amtsgericht Koschmin
Das Amtsgericht Koschmin war ein preußisches Amtsgericht mit Sitz in Koschmin (Provinz Posen).

## Geschichte
Das königlich preußische Amtsgericht Koschmin wurde mit Wirkung zum 1. Oktober 1879 als eines von acht Amtsgerichten im Bezirk des Landgerichtes Ostrowo im Bezirk des Oberlandesgerichtes Posen gebildet. Der Sitz des Gerichtes war Koschmin. Sein Gerichtsbezirk umfasste aus dem Kreis Krotoschin die Stadtbezirke Dobrzyca und Koschmin, den Polizeidistrikt Koschmin ohne die Gemeindebezirke Budy, Koryta, Deutsch-Koschmin Hauland und des Gutsbezirks Trzebow, den Gemeindebezirk Galonski aus dem Polizeidistrikt Borek und den Gemeindebezirken Grembowo, Neudorf, Trzemeszno und der Gutsbezirk Neudorf. Am Gericht bestanden 1880 zwei Richterstellen. Das Amtsgericht war damit ein kleines Amtsgericht im Landgerichtsbezirk. Der Amtsgerichtsbezirk kam aufgrund des Versailler Vertrages 1919 zu Polen, und das Amtsgericht stellte seine Arbeit ein. An seine Stelle trat das polnische Sąd Powiatowy w Koźminie. Im Jahre 1939 wurde Polen deutsch besetzt. Im Rahmen der Neuorganisation der Gerichte in Ostdeutschland und im ehemaligen Polen wurden das Amtsgericht Koschmin neu gebildet, nun aber dem Landgericht Lissa zugeordnet.
Im Jahre 1945 wurde der Amtsgerichtsbezirk unter polnische Verwaltung gestellt, und die deutschen Einwohner wurden vertrieben. Damit endete auch die Geschichte des Amtsgerichtes Koschmin.